# Kvalificerade elektroniska signaturer
Kvalificerade Elektroniska Signaturer (KES) är en lag som infördes år 2000 och gör digitala signaturer som rapporteras in och godkänns av post- och telestyrelsen juridiskt giltiga. Lagen finns i SFS 2000:832.
En certifikatutfärdare som avser att utfärda kvalificerade certifikat till allmänheten är skyldig att anmäla detta till post- och telestyrelsen.